# آینه جریان ویدلر

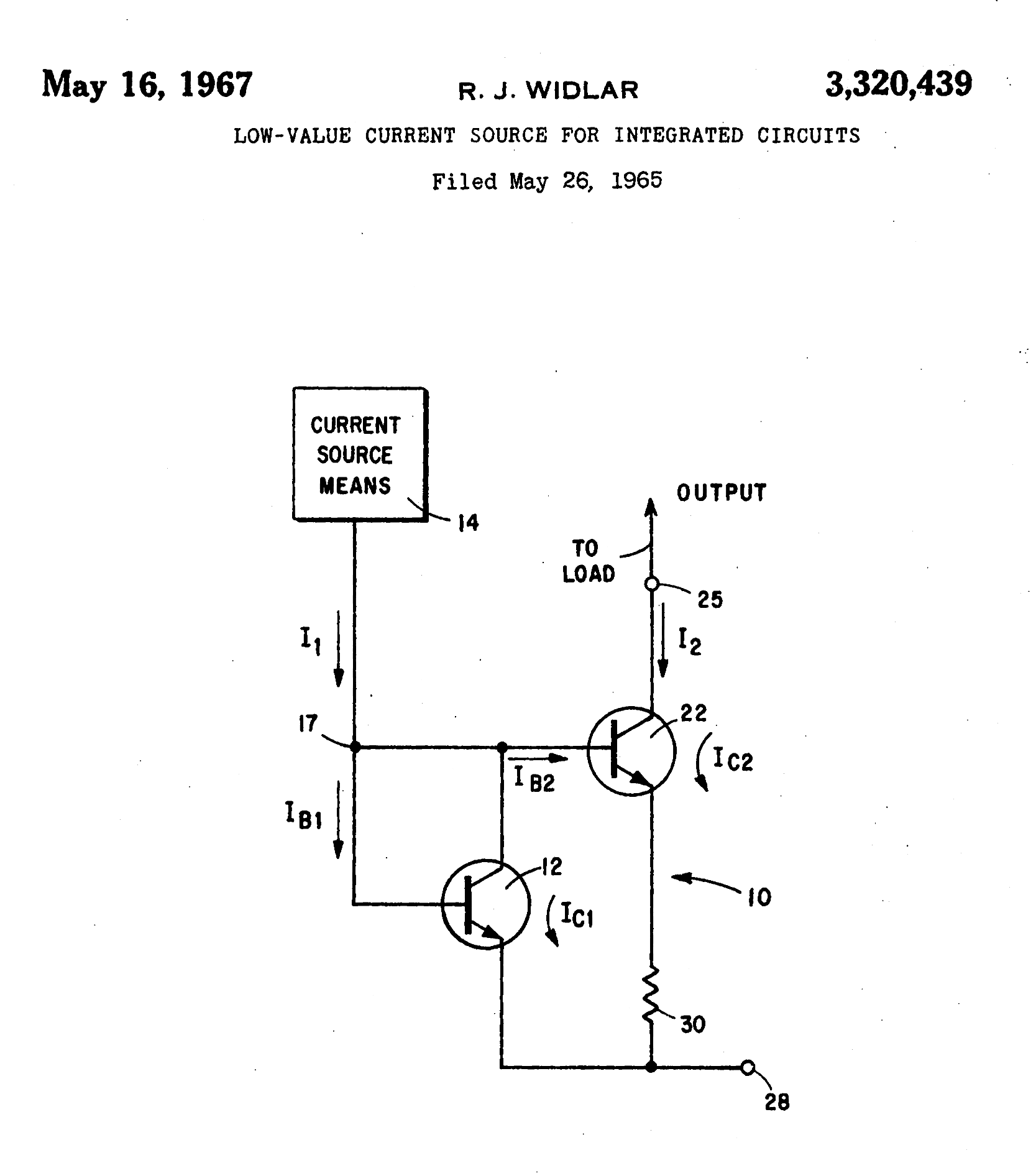
آینه جریان ویدلر

آینه جریان ویدلر (انگلیسی: Widlar current source) یک آینه جریان است که به افتخار طراح آن باب ویدلر که در سال ۱۹۶۷ آن را ابداع کرد، نام گذاری شده است.

## تحلیل ریاضی

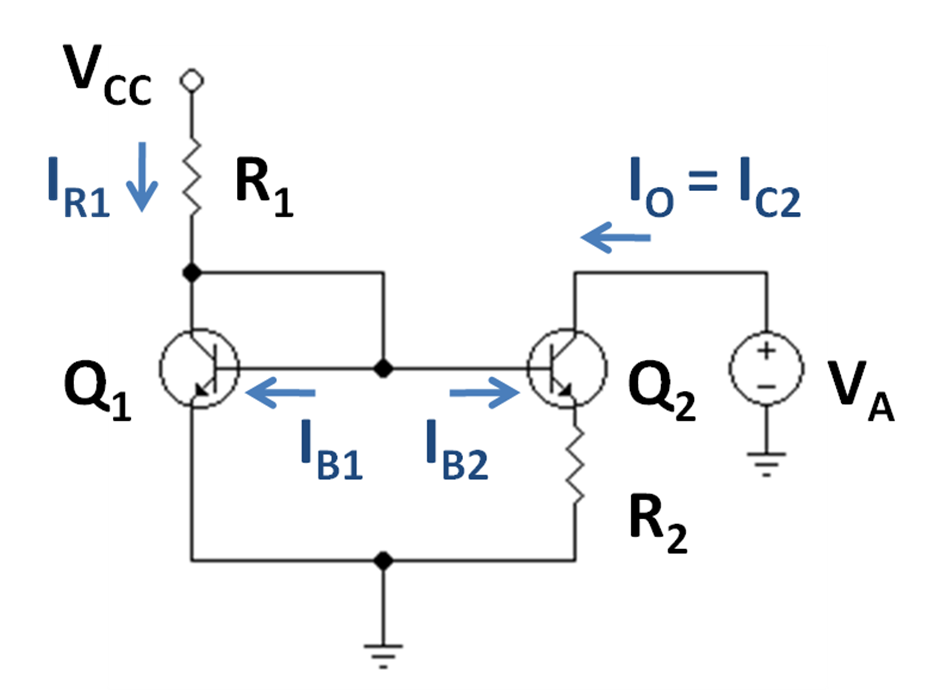
یک آینه جریان ویدلر که با ترانزیستور پیوندی دوقطبی پیاده‌سازی شده است.

{\displaystyle V_{B}=V_{BE1}=V_{BE2}+(\beta _{2}+1)I_{B2}R_{2}\ ,}
{\displaystyle (\beta _{2}+1)I_{B2}=\left(1+1/\beta _{2}\right)I_{C2}={\frac {V_{BE1}-V_{BE2}}{R_{2}}}={\frac {V_{T}}{R_{2}}}\ln \left({\frac {I_{C1}I_{S2}}{I_{C2}I_{S1}}}\right)\ ,}
VT ثابت بولتزمن است.

## یافتن جریان وقتی مقاومت‌ها را داریم
{\displaystyle {\begin{aligned}I_{R1}&=I_{C1}+I_{B1}+I_{B2}\\&=I_{C1}+{\frac {I_{C1}}{\beta _{1}}}+{\frac {I_{C2}}{\beta _{2}}}\\&={\frac {1}{R_{1}}}\left(V_{CC}-V_{BE1}\right)\end{aligned}}}

Eq. 2
{\displaystyle I_{C1}={\frac {\beta _{1}}{\beta _{1}+1}}\left({\frac {V_{CC}-V_{BE1}}{R_{1}}}-{\frac {I_{C2}}{\beta _{2}}}\right)}
از رابطهٔ دیود داریم:
Eq. 3
{\displaystyle V_{BE1}=V_{T}\ln \left({\frac {I_{C1}}{I_{S1}}}\right)\ .}
Eq.1 provides:
{\displaystyle I_{C2}={\frac {V_{T}}{\left(1+{\frac {1}{\beta _{2}}}\right)R_{2}}}\ln \left({\frac {I_{C1}}{I_{C2}}}\right)\ .}
با حل از روش سعی و خطا، سعی در حل مسئله خواهیم داشت:
- برای مقادیر اولیه حدس می‌زنیم IC1 and IC2.
- برای VBE1 یک مقدار بدست می‌آوریم:
{\displaystyle V_{BE1}=V_{T}\ln \left({\frac {I_{C1}}{I_{S1}}}\right)\ .}
- یک مقدار جدید برای IC1 بدست می‌آوریم:
{\displaystyle I_{C1}={\frac {\beta _{1}}{\beta _{1}+1}}\left({\frac {V_{CC}-V_{BE1}}{R_{1}}}-{\frac {I_{C2}}{\beta _{2}}}\right)}

یک مقدار جدید برای IC2 بدست می‌آوریم:
- {\displaystyle I_{C2}={\frac {V_{T}}{\left(1+{\frac {1}{\beta _{2}}}\right)R_{2}}}\ln \left({\frac {I_{C1}}{I_{C2}}}\right)\ .}